# Mistrovství Evropy v atletice do 23 let

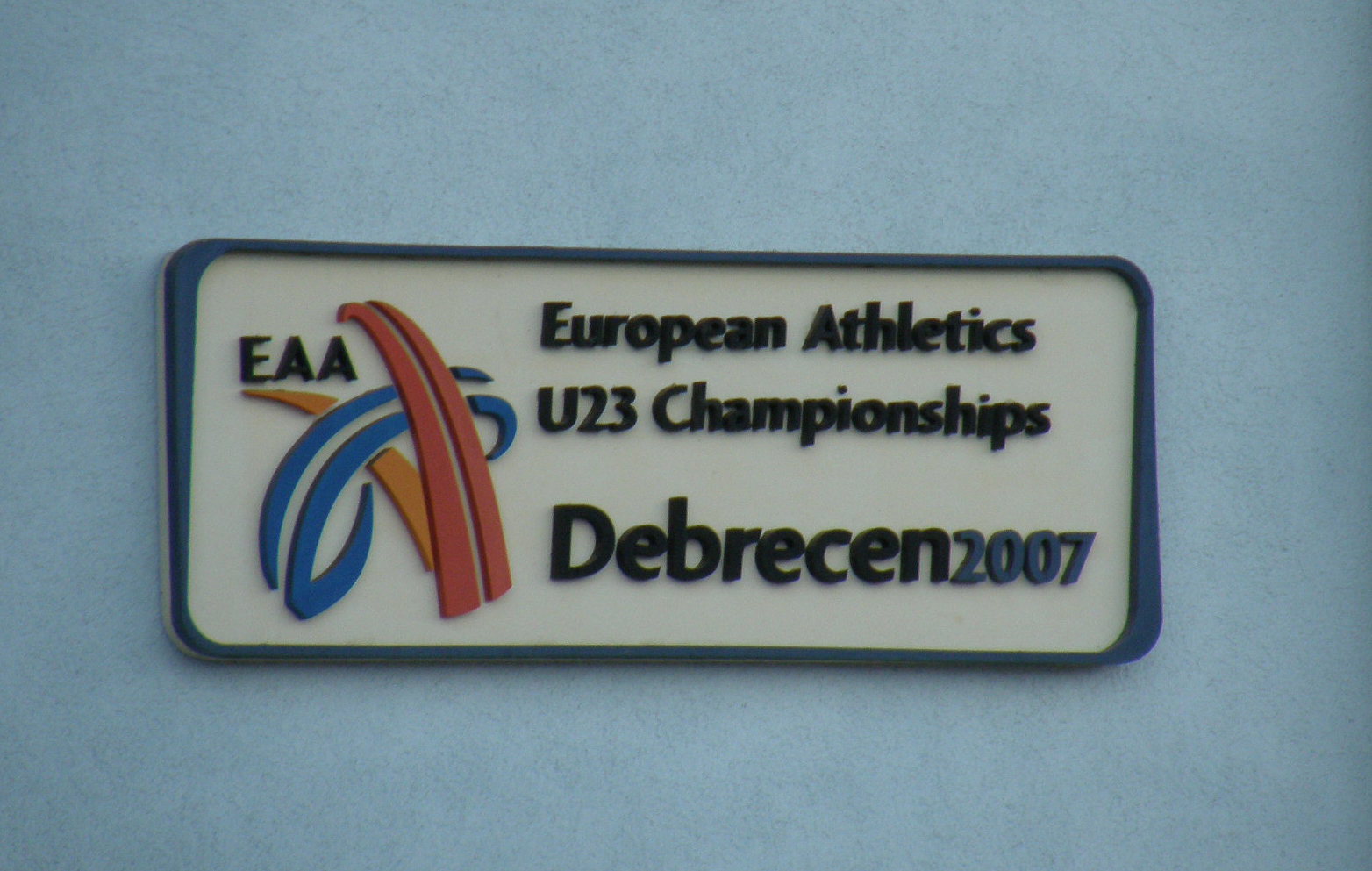
Logo mistrovství Evropy v atletice mládeže na zdi stadionu v Debrecínu

Mistrovství Evropy v atletice do 23 let je mezinárodní atletický šampionát sportovců do 23 let. Pořádá ho každý druhý rok Evropská atletická asociace. První ročník se uskutečnil v roce 1997 ve Finsku. V roce 2011 hostila šampionát Ostrava.

## Přehled šampionátů
| N°  | Ročník | Město     | Země       | Datum konání                | Místo konání                     |
| --- | ------ | --------- | ---------- | --------------------------- | -------------------------------- |
| 1.  | 1997   | Turku     | Finsko     | 10. července – 13. července | Paavo Nurmi Stadium              |
| 2.  | 1999   | Göteborg  | Švédsko    | 29. července – 1. srpna     | Ullevi                           |
| 3.  | 2001   | Amsterdam | Nizozemsko | 12. července – 15. července | Olympijský stadion               |
| 4.  | 2003   | Bydhošť   | Polsko     | 17. července – 20. července | Zdzisław Krzyszkowiak Stadium    |
| 5.  | 2005   | Erfurt    | Německo    | 14. července – 17. července | The Steigerwaldstadion           |
| 6.  | 2007   | Debrecín  | Maďarsko   | 12. července – 15. července | Gyulai István Athletic Stadium   |
| 7.  | 2009   | Kaunas    | Litva      | 16. července – 19. července | S. Darius and S. Girėnas Stadium |
| 8.  | 2011   | Ostrava   | Česko      | 14. července – 17. července | Stadion SSK Vítkovice            |
| 9.  | 2013   | Tampere   | Finsko     | 10. července – 14. července | Ratina                           |
| 10. | 2015   | Tallinn   | Estonsko   | 9. července – 12. července  | Stadion Kadrioru                 |
| 11. | 2017   | Bydhošť   | Polsko     | 13. července – 16. července | Zdzisław Krzyszkowiak Stadium    |
| 12. | 2019   | Gävle     | Švédsko    | 11. července – 14. července | Gunder Hägg-stadion              |
| 13. | 2021   | Tallinn   | Estonsko   | 8. července – 11. července  | Kadriorg Stadium                 |
| 14. | 2023   | Espoo     | Finsko     | 13. července – 16. července | Leppävaara Stadium               |
| 15. | 2025   | Bergen    | Norsko     | 17. července – 20. července | Fana Stadion                     |
| 16. | 2027   | Bydhošť   | Polsko     | 22. července – 25. července | Zdzisław Krzyszkowiak Stadium    |